# Шамплейн (місто, США)
Шамплейн (англ. Champlain) — місто (англ. town) в США, в окрузі Клінтон штату Нью-Йорк. Населення — 5745 осіб (2020).

## Демографія
Згідно з переписом 2010 року, у місті мешкали 5754 особи в 2494 домогосподарствах у складі 1581 родини. Було 2878 помешкань
Расовий склад населення:
| - 96,9 % — білих - 1,1 % — азіатів - 0,4 % — чорних або афроамериканців - 0,2 % — корінних американців |

До двох чи більше рас належало 1,1 %. Частка іспаномовних становила 1,4 % від усіх жителів.
За віковим діапазоном населення розподілялося таким чином: 21,2 % — особи молодші 18 років, 63,5 % — особи у віці 18—64 років, 15,3 % — особи у віці 65 років та старші. Медіана віку мешканця становила 42,8 року. На 100 осіб жіночої статі у місті припадало 95,8 чоловіків;  на 100 жінок у віці від 18 років та старших — 95,8 чоловіків також старших 18 років.
Середній дохід на одне домашнє господарство  становив 60 224 долари США (медіана — 46 140), а середній дохід на одну сім'ю — 67 991 долар (медіана — 57 357). Медіана доходів становила 50 240 доларів для чоловіків та 36 585 доларів для жінок. За межею бідності перебувало 17,8 % осіб, у тому числі 21,5 % дітей у віці до 18 років та 8,8 % осіб у віці 65 років та старших.
Цивільне працевлаштоване населення становило 2480 осіб. Основні галузі зайнятості: освіта, охорона здоров'я та соціальна допомога — 18,5 %, виробництво — 16,8 %, транспорт — 12,0 %, публічна адміністрація — 11,5 %.